# Abel Egede (Politiker)
Abel Pavia Niels Egede (* 25. Februar 1880 in Nuuk; † 13. Mai 1945 ebenda) war ein grönländischer Landesrat.

## Leben
Abel Egede war der Sohn des Jägers Mikael Peter Hans Jens Egede (1859–1889) und seiner Frau Frederikke Ane Johanne Kathrine Bolette Heilmann (1859–1899). Seine Schwester hatte ein uneheliches Kind mit Inspektor Oscar Peter Cornelius Kock. Abel Egede heiratete am 6. Oktober 1901 die Grönländerin Dina (1875–1952), Tochter des 1839 geborenen Abrahams aus Kangeq und seiner 1841 geborenen Frau Eva Maria. Aus der Ehe ging unter anderem der Sohn Peter Egede (1908–1996) hervor. Die Tochter Ketura Kathrine Birgitte Bodil Egede (1911–?) war die Mutter des Skisportlers Apollo Lynge (1940–2002). Die Tochter Ane Sofia Maria Lovisa Egede (1914–?) war mit dem Schriftsteller Frederik Nielsen (1905–1991) verheiratet.
Abel Egede war Jäger und Vorsitzender des Gemeinderats von Nuuk. 1922 vertrat er den Oberkatecheten Niels Lynge im Landesrat. Nach ihm ist die Straße Abel Egedip Aqqutaa in Nuuk benannt, in der er selbst gewohnt hatte.